# Tangai csata
A tangai csata, vagy ahogyan néha nevezik, a méhcsata 1914. november 3-5 között zajlott a német és brit gyarmati erők között, a mai tanzániai Tanga kikötővárosánál. Ez volt az első világháború afrikai hadszínterének első nagyobb ütközete. A főleg indiai katonákból álló, nyolcszoros túlerőben lévő brit csapatok partraszállva próbálták meg elfoglalni a várost, de a Lettow-Vorbeck alezredes által vezetett gyarmati haderő - túlnyomórészt fekete aszkarik - háromnapos véres csatában visszaverték a támadást.

## Előzmények

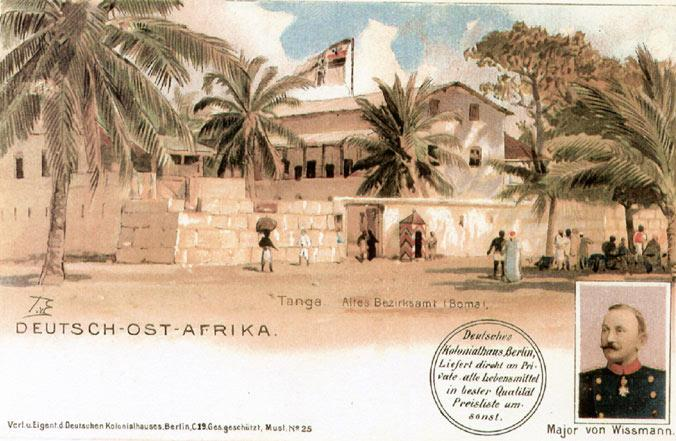
Tangát ábrázoló levelezőlap 1914-ből

A Brit Kelet-Afrika (mai Kenya és Uganda) határától 80 km-re délre fekvő Tanga városa a kelet-afrikai német gyarmat egyik fontos kikötője volt, a Viktória-tavat (elvben) az Indiai-óceánnal összekötő Usambara-vasút végpontja. Az első világháború kitörésekor egy korábbi egyezmény értelmében az afrikai német gyarmatok semlegesek és tengerparti városaik nyílt kikötők lettek volna, de a szerződést az egyik fél sem vette komolyan. A Dar es-Salaam kikötőjében állomásozó német SMS Königsberg cirkáló brit hajókat támadott meg, az angolok pedig féltve saját szomszédos gyarmataik biztonságát előzetes csapásmérésben gondolkodtak és úgy vélték, hogy "úgy becsületes, ha figyelmeztetik a németeket, hogy az egyezségnek vége". Előbb csatahajókkal lövették volna Tanga kikötőjét, de aztán megváltoztatták a tervet és inkább partraszállás és megszállás mellett döntöttek.
1914. november 2-án a HMS Fox cirkáló horgonyt vetett Tangánál, kapitánya, Francis W. Caulfeild találkozott a város kormányzójával és egy órát adott neki a megadásra és a császári zászló bevonására. Távozása előtt tudni akarta, hogy el van-e aknásítva a kikötő; a kormányzó biztosította róla, hogy el van, bár valójában egy akna sem volt kihelyezve. Három órás várakozás után a német zászlót még mindig nem húzták le, így a cirkáló távozott, hogy elkísérje a megszálló, "Force B" erőket hozó 14 csapatszállító hajót. Ezalatt a német gyarmatvédelmi erők (Schutztruppe) és a város lakói felkészültek a támadásra. Tangát eredetileg csak egy századnyi bennszülött gyalogos (aszkari) védte, de a gyarmat katonai parancsnokának, Paul von Lettow-Vorbecknek sikerült vasúton Neu Moshiból további öt századot a helyszínre szállítani, így a védők száma kb. 1000-re nőtt.

## A csata lefolyása

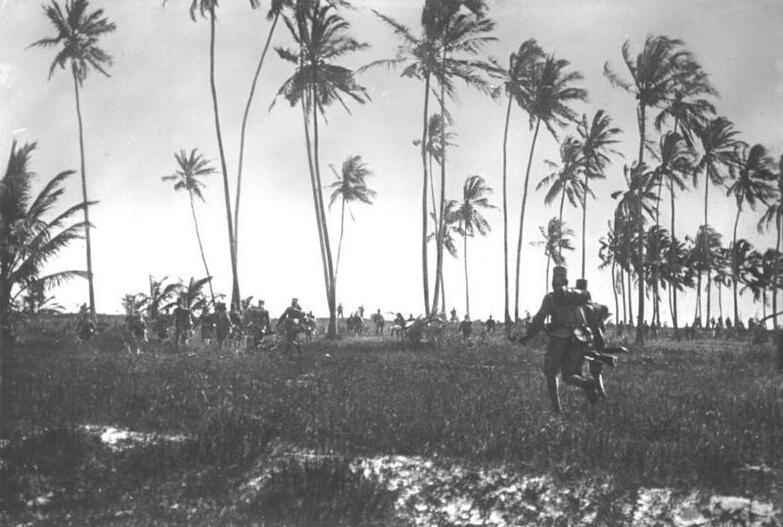
Rohamozó aszkarik

November 2-án Caulfeild kapitány elrendelte, hogy a kikötőt vizsgálják át aknák után, ami a következő napig eltartott. Eközben a „Force B” parancsnoka, Aitken dandártábornok megkezdte a partraszállást a kikötőnél és 4–5 km-re a várostól keletre. November 3-án estére az inváziós haderő a 27. hegyitüzérek és a faridkoti utászok kivételével már parton volt. Másnap délben Aitken elrendelte a bevonulást Tangába. Az előrehaladásuk gyorsan megállt azonban, amikor a város jól álcázott védői tüzet nyitottak rájuk. A déli-keleti kontingensnél dzsungelharc, a kikötői csapatok esetében pedig utcai harcok vették kezdetüket. A kikötőnél a kasmíri lövészezred gurkhái és a 2. lancashire-i ezred jól teljesített; behatoltak a városba, elfoglalták a vámházat és a „Deutscher Kaiser” szállodát és utóbbira felhúzták a brit zászlót. Ezután azonban előrehaladásuk megállt. Az inváziós haderő kevésbé jól képzett és felszerelt indiai zászlóaljai azonban rosszul viselték az ellenséges puska- és gépfegyvertüzet és tömegesen menekültek a csatából. A 98. gyalogosezred katonáit dühös vadméhek támadták meg és teljesen szétszaladtak. A későbbi brit propaganda szerint a németek csapdájáról volt szó, szándékosan botlózsinórokat erősítettek a méhkasokhoz. A 13. rádzsput ezredet annyira megrázta a 63. palamcottahi könnyűgyalogosok menekülésének látványa, hogy megtagadták a csatában való részvételt.
A védekező aszkarik megsegítésére vasúton megérkezett az önkéntesekből álló 7. és 8. Schützenkompanie (lövészszázad). Az utóbbi lovasszázad volt, de hátasaikat Neu Moshiban hagyták. November 4-én késő délután Lettow-Vorbeck bevetette minden tartalékát, a 13. és 4. aszkariszázadot (utóbbi éppen akkor érkezett meg vasúton) utasította, hogy hangos kürtszóval és törzsi csatakiáltásokkal támadják oldalba a briteket. Az indiai csapatok meginogtak majd rendetlenül elkezdtek özönleni visszafelé.
Az ellenség még mindig nyolcszoros létszámfölényben volt, ezért a németek óvatosak maradtak. Ehhez hozzájárult, hogy amikor kiadták a „gyülekező a táborban” kürtjelet, a katonák nagy része a Tangától néhány kilométerre nyugatra levő utolsó táborba vonult vissza, így a város teljesen védtelen maradt. Amikor Lettow-Vorbeck tudomást szerzett erről, visszarendelte csapatait, de parancsait csak másnap reggelre teljesítették.

## Utóhatások

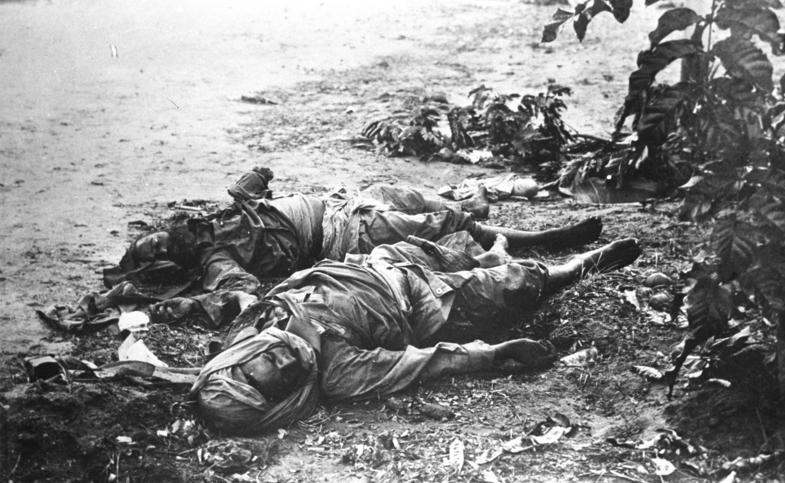
Halott indiai katonák a csata után

Aitken dühöngött, de szétzilált csapatait nem tudta volna újabb rohamra vezényelni, ezért még 4-én este elrendelte a visszavonulást. A szállítóhajókra való visszaszállás közben a bit csapatok szinte valamennyi felszerelésüket hátrahagyták. Lettow-Vorbeck modern puskákkal fegyverezhette fel aszkarijait amihez 600 ezer töltényt is szerzett, ezenkívül 16 géppuskát és tábori telefonokat, és annyi egyenruhát zsákmányolt, amivel egy évig felruházhatta az egész Schutztruppét. November 5-én reggel a britek felderítő tisztje, Richard Meinertzhagen kapitány fehér zászlóval partra szállt, gyógyszert és Aitken levelét hozva, melyben a dandártábornok elnézést kért a kórház lövetése miatt. Tanga utcái halottakkal és sebesültekkel voltak tele, a német orvosok és afrikai segédjeik pedig "az egyenruhára tekintet nélkül" látták el a rászorulókat.
Tanga sikeres védelme volt Paul von Lettow-Vorbeck első haditette a tanganyikai gyarmat sokéves védelme során. A britek számára a kudarc katasztrófával ért fel és A háború hivatalos történetében (Official History of the War) " a brit hadtörténet egy legjelentősebb kudarcaként" aposztrofálták. Brit oldalról az áldozatok 360 halottra és 487 sebesültre rúgtak, míg a  Schutztruppe részéről 16 német és 55 aszkari esett el és 76-an sebesültek meg. A sebesült és fogságba esett brit tiszteknek Lettow-Vorbeck becsületszavát vette, hogy nem harcolnak többé a háborúban, majd szabadon engedte őket.